# Colin Furze
Colin Peter Furze (14 oktober 1979) is een Britse youtuber. Hij woont in Stamford, Lincolnshire, Engeland waar hij ook zijn YouTube-video's produceert. Furze ging na het verlaten van school werken als loodgieter. Hij heeft de praktische kennis die hij heeft opgedaan in dit beroep vaak ingezet in de video's die hij later op YouTube produceerde.
In de video's van Furze bouwt en test hij vaak bijzondere projecten, zoals een hoverbike, voertuigen aangedreven door zelfgebouwde pulserende straalmotoren en een ondergrondse bunker. Furze heeft ook de records voor snelste kinderwagen en botsauto.